# 侯德榜故居
26°03′22.64″N 119°17′11.07″E / 26.0562889°N 119.2864083°E
侯德榜故居，位于中国福建省福州市台江区宁化街道宁化新村二里，化学家侯德榜出生及青少年时期居住于此。故居为清代木结构建筑，面阔五间，进深四间。2009年11月16日公布为第七批福建省文物保护单位。